# Rhipidia (Rhipidia) hedys
Rhipidia (Rhipidia) hedys is een tweevleugelige uit de familie steltmuggen (Limoniidae). De soort komt voor in het Neotropisch gebied.